# Pinax

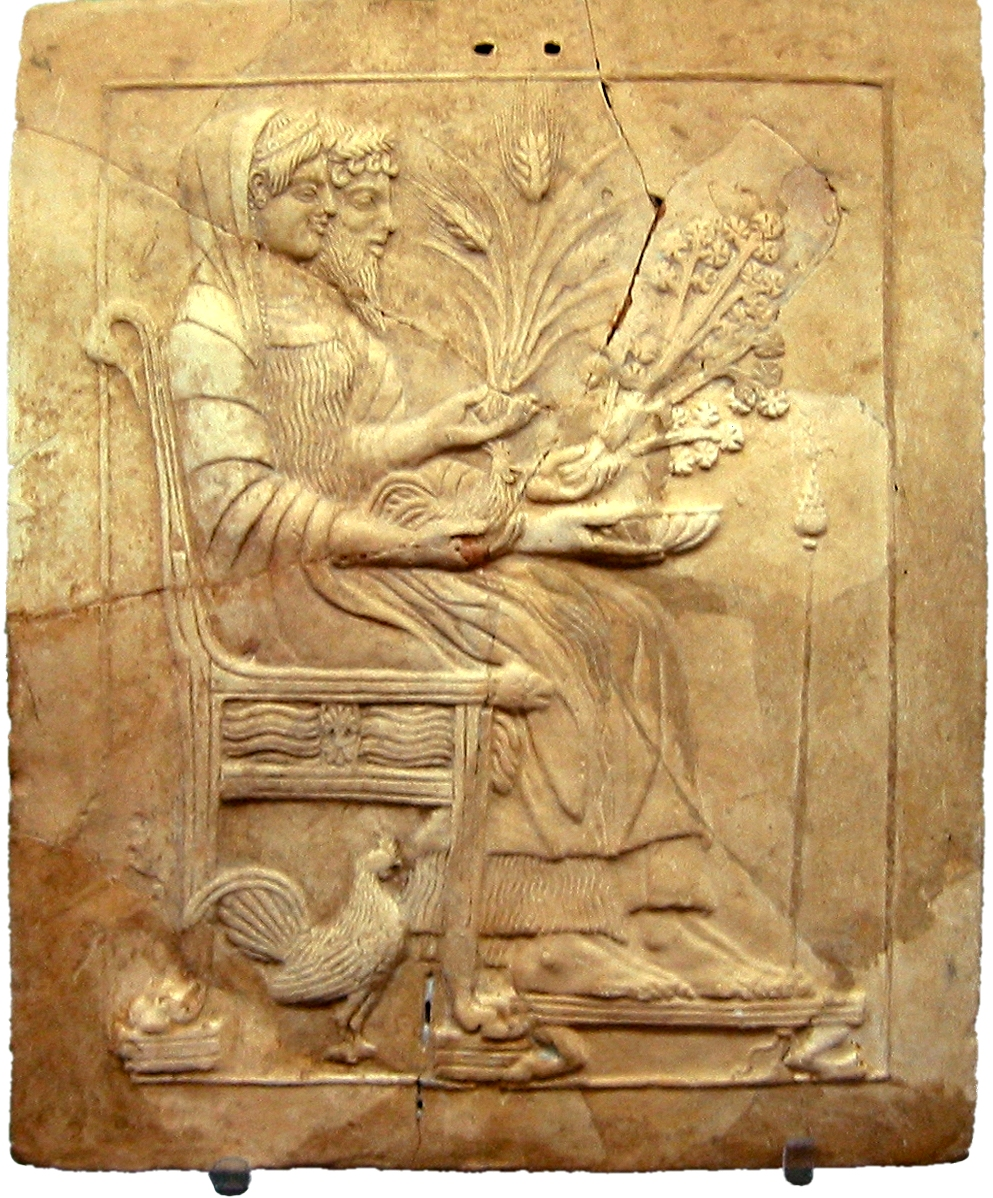
Persefone e Ade seduti sul trono (V secolo a.C.), pinax conservato presso il Museo nazionale della Magna Grecia di Reggio Calabria

Un pinax, al plurale pinakes, (in greco πίναξ?, plurale πίνακες) è, nell'uso dell'archeologia moderna, una tavoletta votiva in legno dipinto o un bassorilievo in terracotta, marmo o bronzo generalmente appeso sulle pareti dei santuari o sugli alberi sacri nell'antica Grecia.
Originariamente il termine indicava genericamente una tavola o quadretto dalla superficie piatta, in particolare una Tavoletta cerata usata per scrivere. Per estensione il termine è andato ad indicare le immagini votive appese nei santuari.

## Uso e materiali

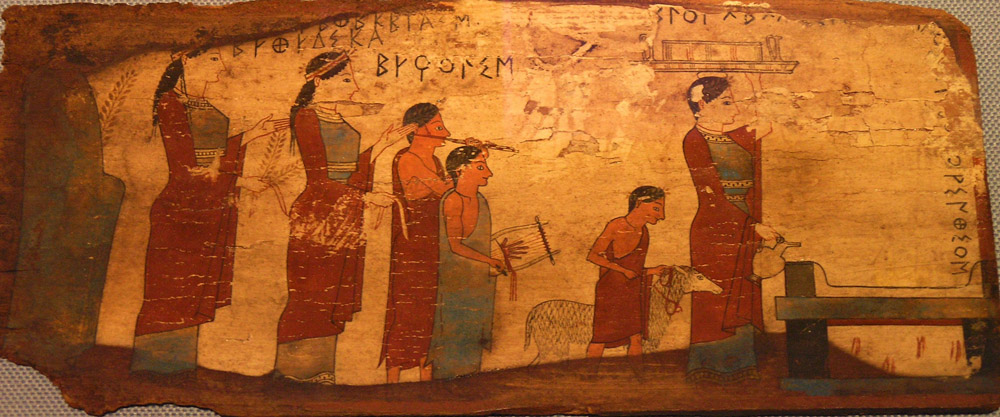
La meglio conservata delle tavole di Pitsà, rappresentante il sacrificio di un agnello alle ninfe

I pinakes furono, nel mondo artistico di cultura greca, ideati e prodotti generalmente per la devozione alle divinità; nella maggior parte sono d'ottima fattura artistica ed animata raffigurazione, originariamente anche abbellita da colori vivaci di cui restano solo poche tracce su alcuni quadretti. In particolare a causa della deperibilità del materiale, i pinakes dipinti su tavoletta in legno ritrovati hanno generalmente perso praticamente ogni traccia delle loro immagini, fanno eccezione le tavole di Pitsà, quattro pinakes rinvenuti in una grotta consacrata alle ninfe nei pressi di Pitsa, un piccolo villaggio sul golfo di Corinto, nei pressi di Sicione.
I pinakes sagomati in terracotta erano prodotti in serie usando forme e venivano dipinti in colori brillanti. Quelli in marmo erano incisi individualmente, mentre quelli in bronzo era fusi usando la tecnica della cera persa.
Sono sopravvissuti anche alcuni esempi in oro risalenti al VII secolo a.C. realizzati sull'isola di Rodi in stile dedalico e rappresentanti divinità, in particolar modo Artemide
Spesso avevano due fori per far passare una corda con cui sospenderli. Sulle pitture dei vasi sono rappresentati appesi ai muri del tempo o sospesi sugli alberi nell'area del santuario. L'architetto romano Vitruvio menziona i pinakes nelle celle dei templi e anche in possesso di privati. Queste collezioni erano definite pinacotheca πινακοϑήκη, da cui mediante il latino pinacoteca deriva l'italiano pinacoteca per definire una galleria o museo in cui sono esposti quadri.

## Principali ritrovamenti

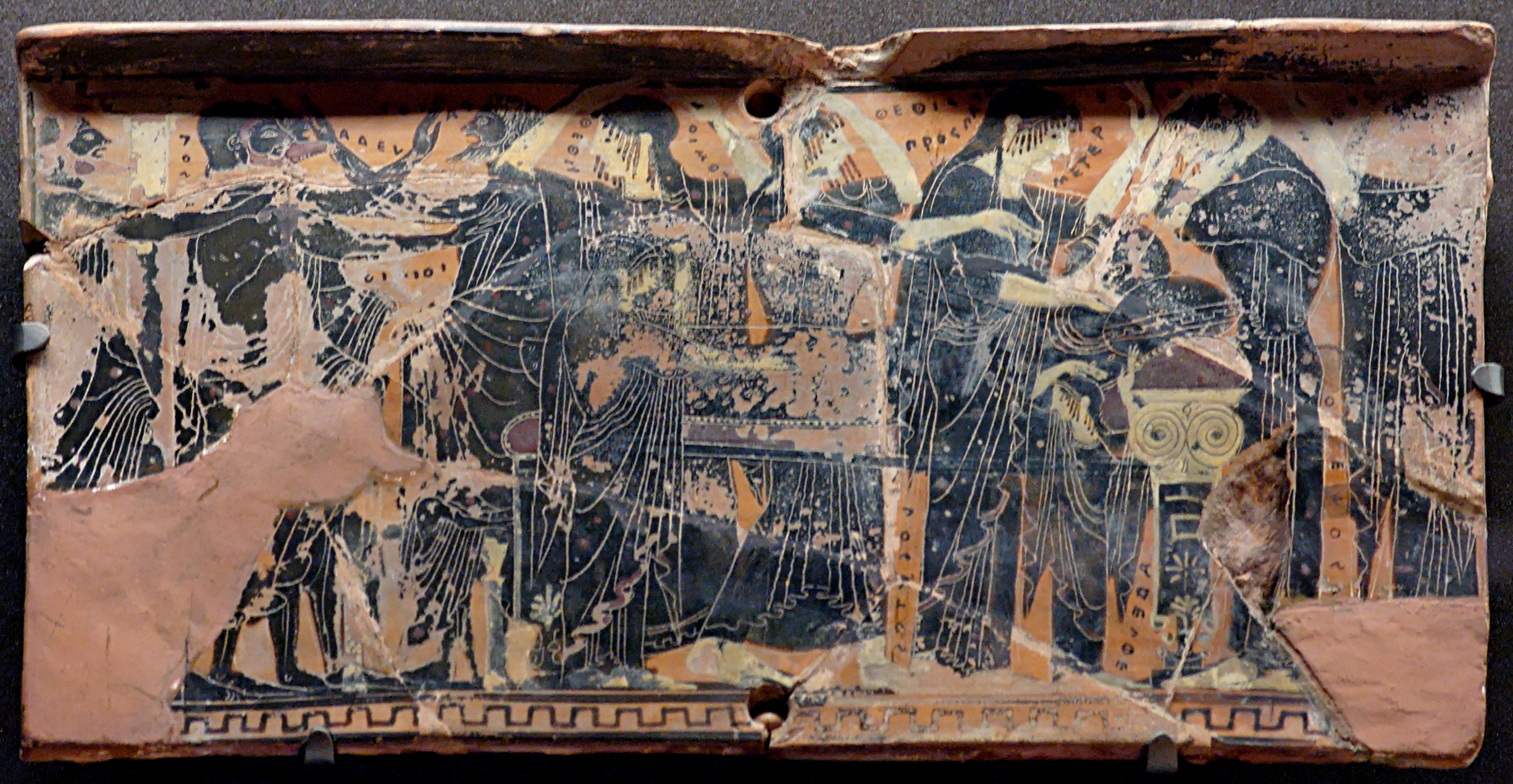
Un pinax ritrovato ad Atene risalente a circa il 500 a.C. che mostra una cerimonia funebre.

In Magna Grecia furono prodotti tra il 490 e il 450 a.C. principalmente nelle poleis di Locri Epizefiri, Medma, Hipponion e Metauros. Altri pinakes sono stati ritrovati in Sicilia, presso Francavilla di Sicilia.
Molte delle raffigurazioni in bassorilievo pervenute riguardano la devozione a Persefone, la dea rapita dal dio dell'oltretomba Ade, il quale la portò negli inferi per sposarla ancora fanciulla. Un considerevole numero di esemplari di pinakes è custodito presso il Museo nazionale della Magna Grecia di Reggio Calabria dove in circa centosettanta modi diversi sono rappresentati i vari momenti del mito: il ratto di Persefone, i preparativi per le nozze, i due sposi in trono, la raccolta della frutta, etc.
Dall'analisi del materiale trovato, si desume che per poter soddisfare la grande richiesta di questo tipo d'offerte votive, i quadretti venivano prodotti in serie, utilizzando matrici. Tutte le offerte divenute numerose ed ingombranti, dopo essere state ridotte in pezzi venivano accantonate in fosse di deposito nelle adiacenze del santuario dagli addetti al culto, che attuavano un rito tradizionale consacrandole alla divinità e impedendone il riutilizzo, altrimenti sacrilego. Per questo motivo nessuno dei pinakes ritrovati oggi è integro, ma al più riassemblato.
Un altro grande gruppo di oltre un migliaio di pinakes in terraccotta è stato ritrovato nel sito di Penteskouphia poco fuori Corinto. Questi sono principalmente conservati presso lo Antikensammlung Berlin, con alcuni esempi Corinto e altri al Louvre. Oltre alle solite scene religiose, principalmente Poseidone, Anfitrite, Atena ed Ermes, altre mostrano cavalieri, guerriere, battaglie navali e diverse rappresentano vasai al lavoro.  Berlino possiede anche un piccolo gruppo di frammenti dal cimitero di Ceramico ad Atene many by the painter Exekias.

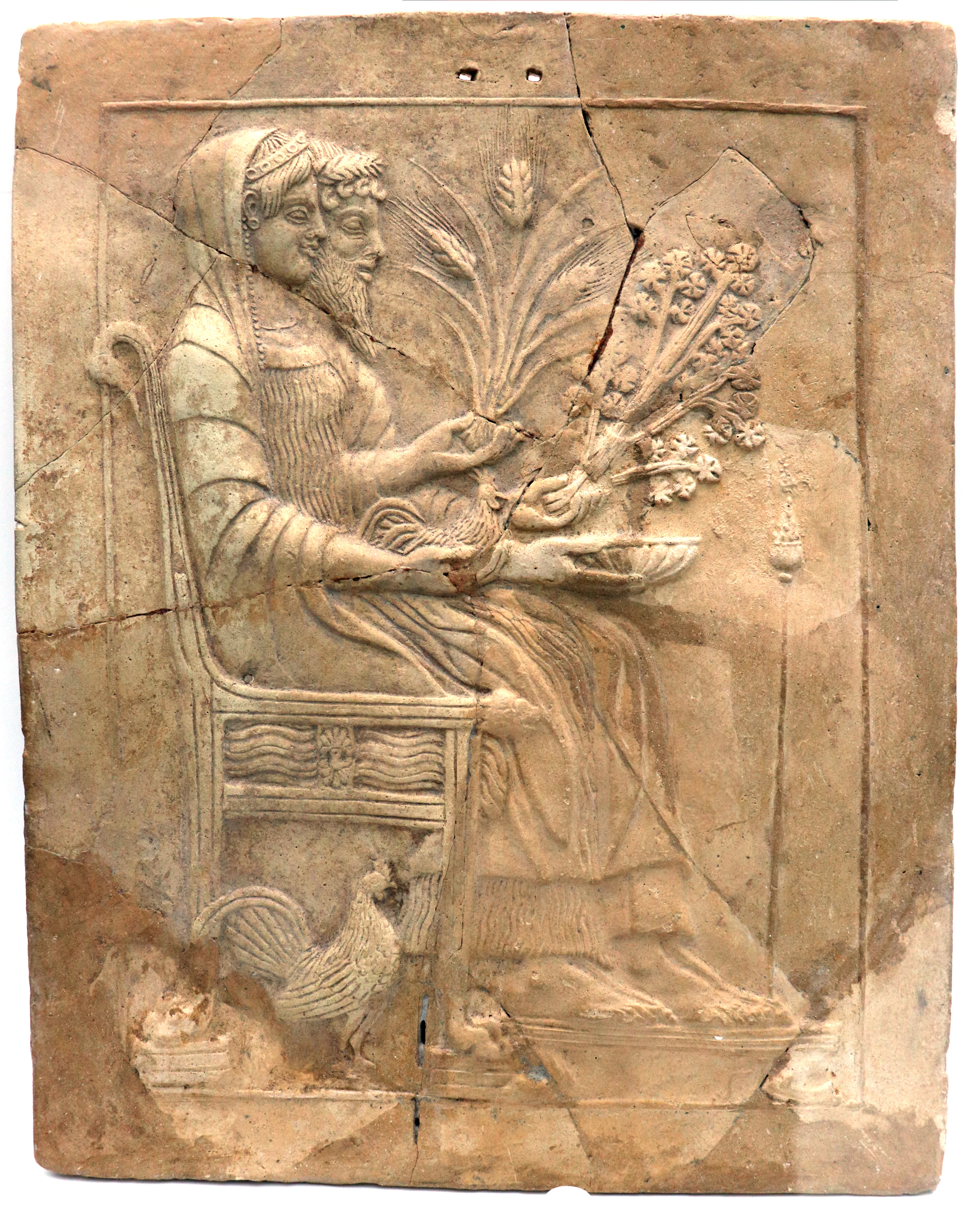
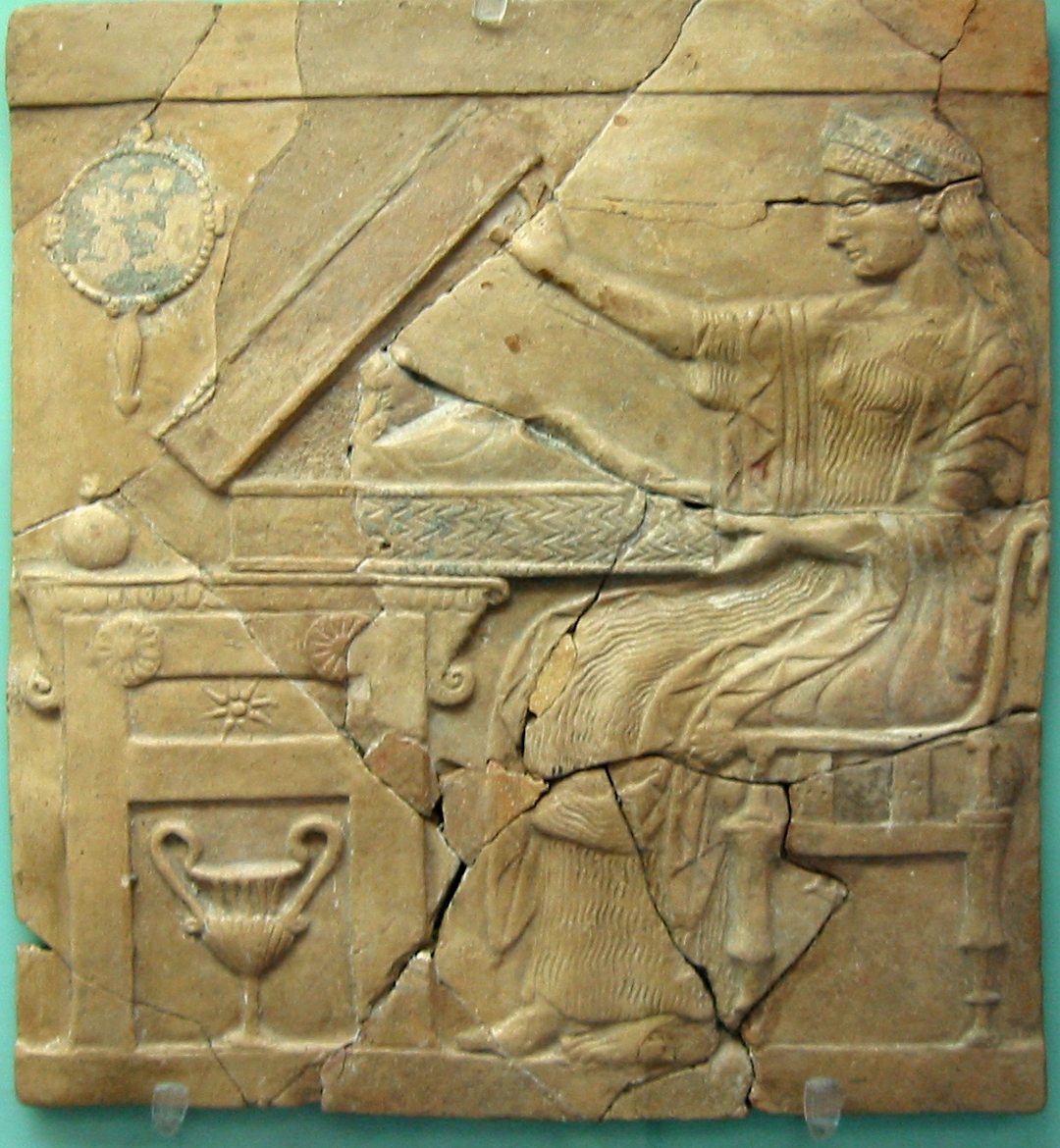
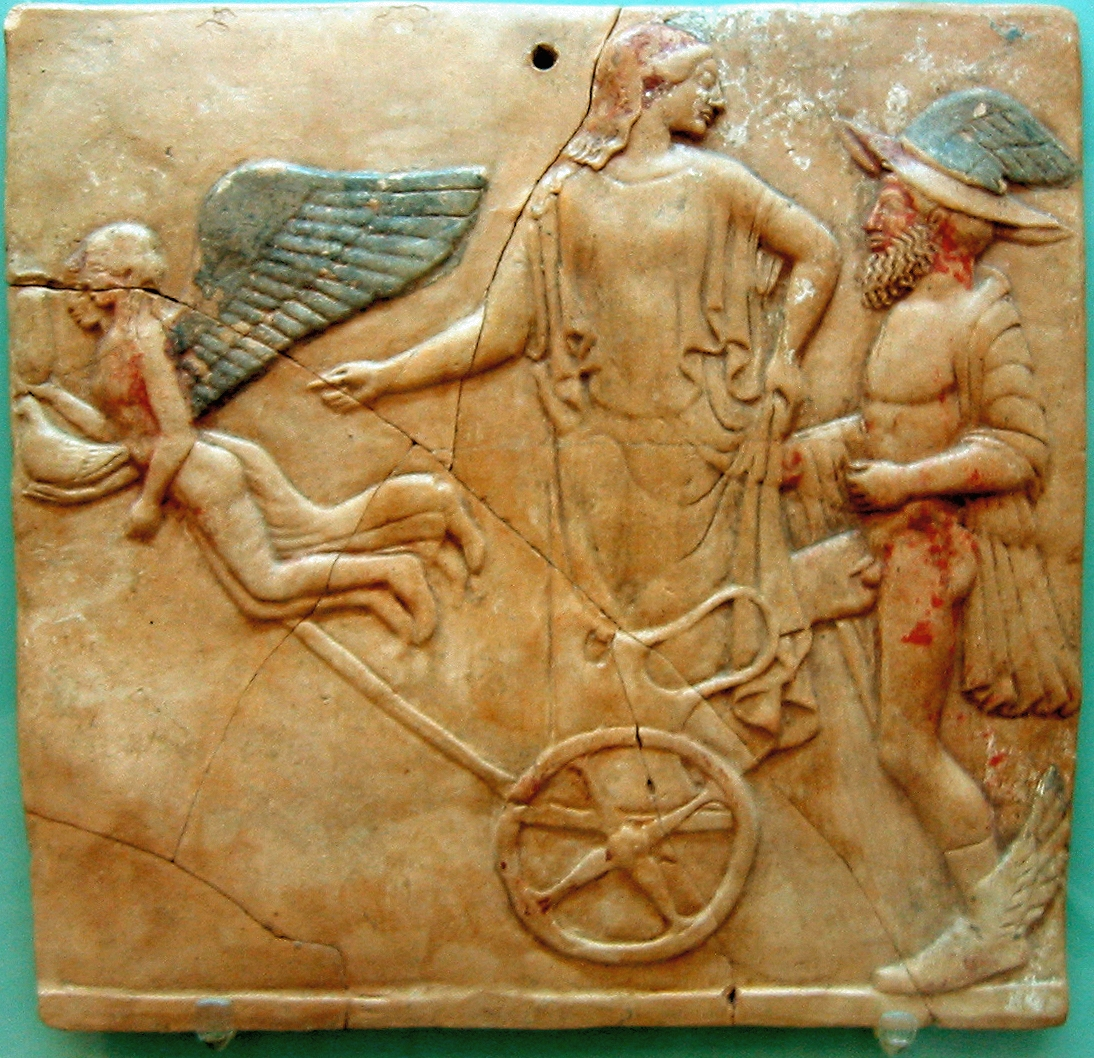
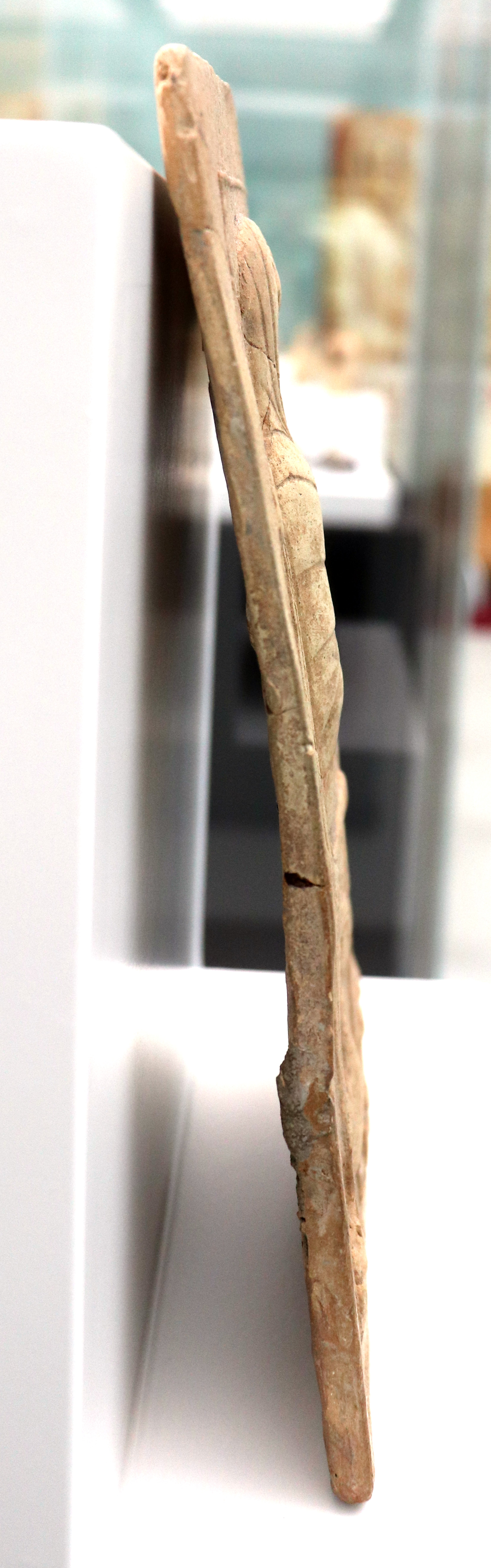
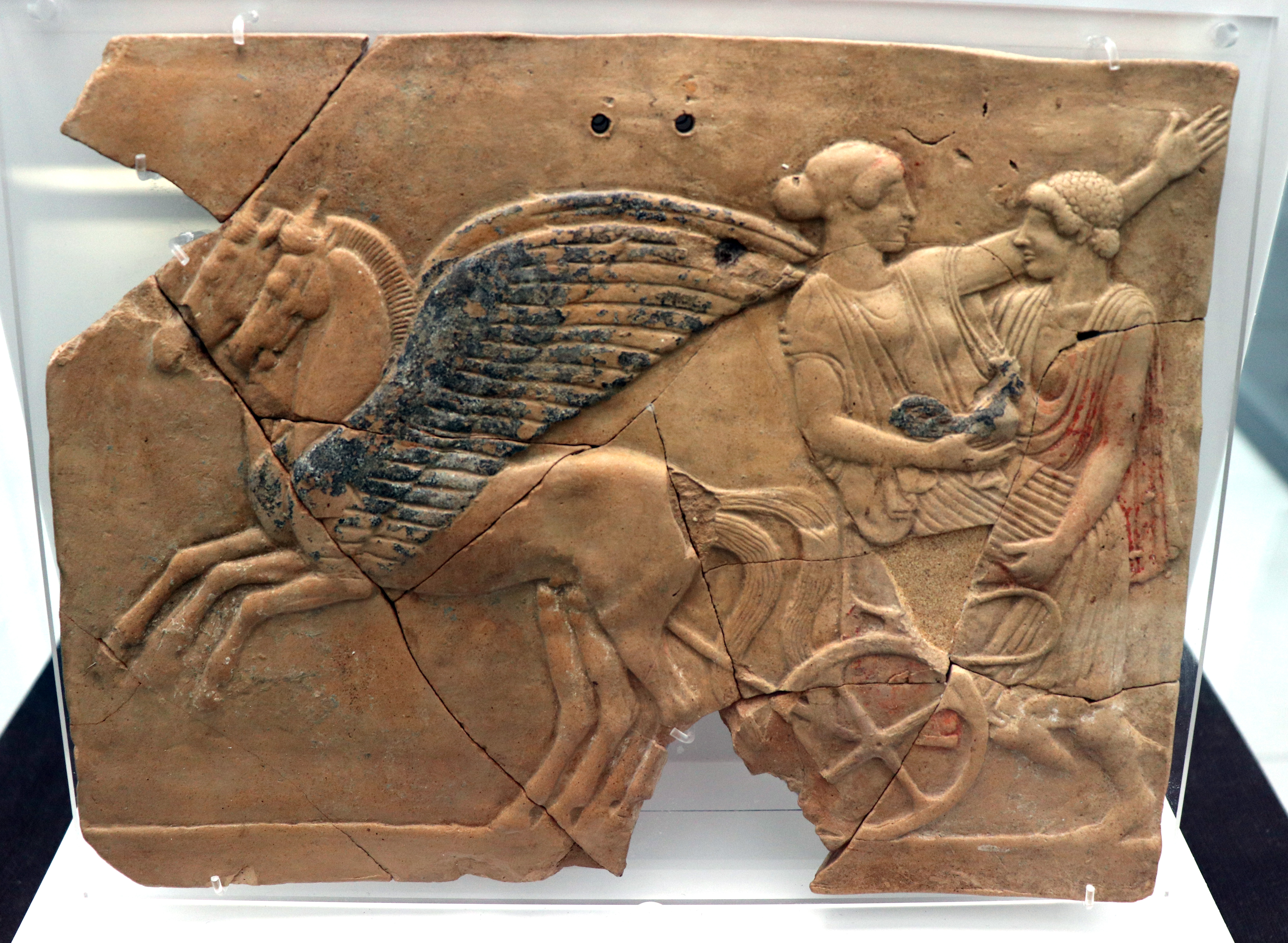

## Arte etrusca
Nelle tombe etrusche sono state trovate placche in terracotta molto più grandi di quelle tipiche dell'arte greca. In alcuni casi formano una serie che crea l'effetto di un muro portatile di pitture. A differenza di quelle greche, le famiglie etrusche facoltose, spesso facevano realizzare tombe con muri dipinti. La tomba "Boccanera" nella necropoli di Banditaccia a Cerveteri conteneva cinque pannelli alti quasi un metro risalenti a circa il 560 a.C., ora conservati nel British Museum. Tre di essi formano un'unica scena, apparentemente il Giudizio di Paride, mentre gli altri due erano posti ai lati dell'ingresso e rappresentano delle sfingi poste a guardia della tomba. Frammenti di pannelli simili sono stati trovati nei centri cittadini, probabilmente appartenenti a templi, case di famiglie importanti e altri edifici, i cui soggetti includono scene di vita comune..